# Lobendava
Lobendava (deutsch Lobendau) ist die nördlichste Gemeinde Tschechiens. Sie liegt fünf Kilometer nordöstlich von Dolní Poustevna im Schluckenauer Zipfel nahe der Grenze zu Deutschland und gehört zum Okres Děčín.

## Geographie

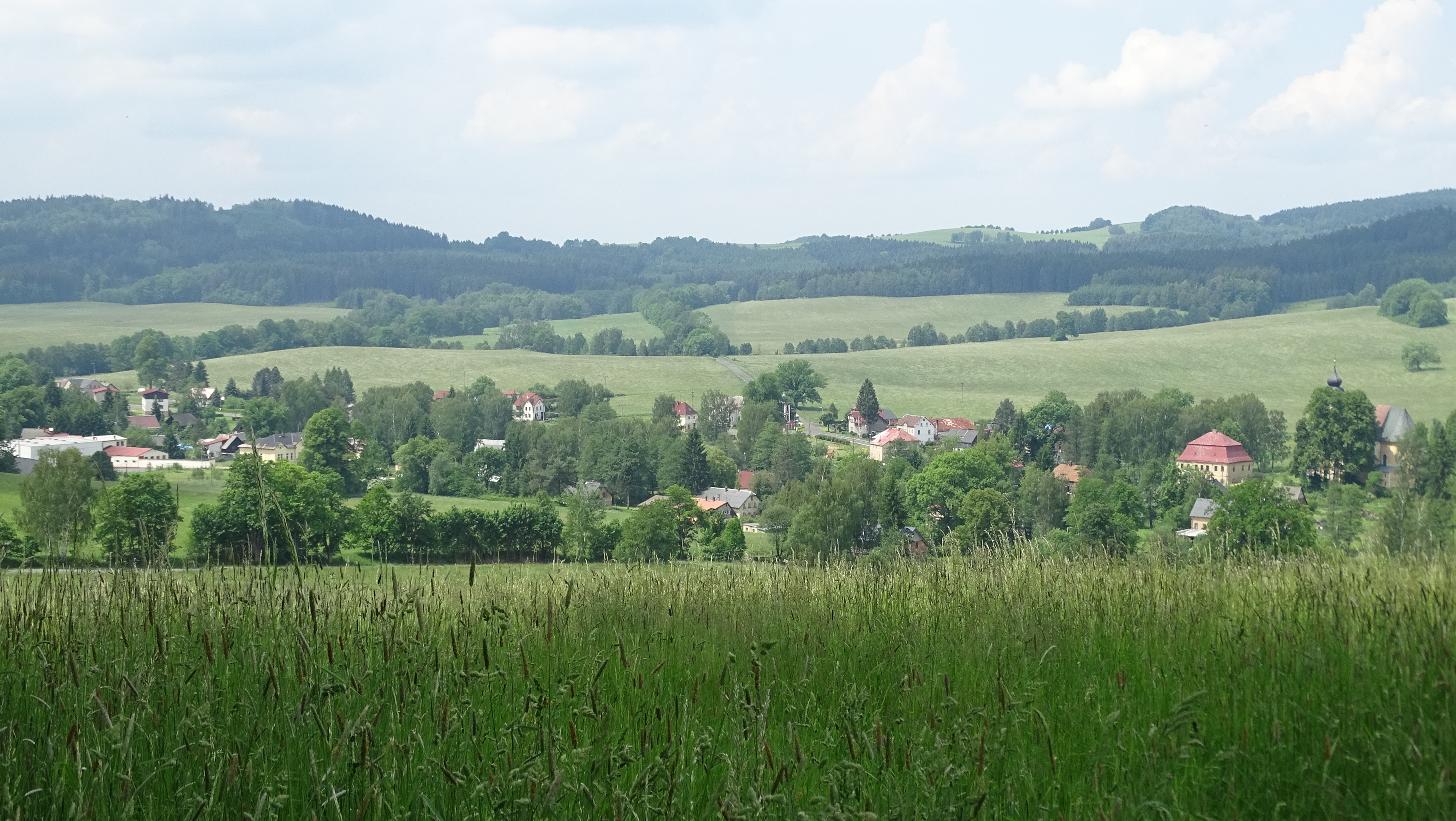
Blick auf Lobendava vom Annaberg (Anenský vrch) aus gesehen

### Geographische Lage
Das Gemeindegebiet von Lobendava grenzt im Norden und Westen an Neustadt in Sachsen, im Nordosten an Steinigtwolmsdorf, im Osten an Lipová u Šluknova (Hainspach) und im Süden an Dolní Poustevna (Niedereinsiedel). Die Gemeinde befindet sich südlich des Hohwaldes und erstreckt sich entlang des Luční potok (Heimichbach), in den die vom Hohen Hahn kommende Bublava (Zalwasser) zufließt.
Nordöstlich erhebt sich der Jáchym (St. Joachimsberg, 474,9 m n.m.), südöstlich der Ječný vrch (Gerstenberg, 502,6 m n.m.) und im Westen an der Staatsgrenze der Roubený (Raupenberg, 461,2 m n.m.).

### Gemeindegliederung
Die Gemeinde Lobendava besteht aus den Ortsteilen Lobendava (Lobendau) und Severní (Hilgersdorf), die zugleich auch Katastralbezirke bilden.

### Nachbargemeinden
Die direkten Nachbarorte des Hauptortes sind die Hohwaldklinik und Severní im Norden, Liščí im Nordosten, Lipová im Osten, Vilémov und Karlín im Süden, Markéta und Nová Víska im Südwesten sowie Langburkersdorf im Westen.

### Geologie
Geologisch-naturräumlich gehört das Böhmische Niederland, auch der Schluckenauer Zipfel genannt, in dem die Gemeinde Lobendava liegt, zum Lausitzer Bergland.

## Geschichte
Lobendava entstand vermutlich im 12. bzw. 13. Jahrhundert und wurde 1449 erstmals urkundlich erwähnt.
Durch den Ort führte die alte Dresdner Straße, eine der Kaiserstraßen nach Dresden an der sich bis 1945 am Raupenberg ein Zollhaus befand. Lobendau lag ebenfalls am Böhmischen Steig, der von Bad Schandau über Sebnitz, Niedereinsiedel, Hilgersdorf und Wilthen nach Bautzen führte.
1890 entstand auf dem Gerstenberg ein Ausflugslokal. 1930 hatte Lobendau 1597 Einwohner, 1939 waren es 1587. Nach dem Münchner Abkommen kam der Ort zum Deutschen Reich und gehörte bis 1945 zum Landkreis Schluckenau. Am 8. Mai 1945 nahm die 2. Polnische Armee unter Karol Świerczewski den Ort ein. Heute lebt in Lobendava eine große Bevölkerungsgruppe der Roma, deren Anteil im Vergleich zur übrigen Bevölkerung wächst. Hierbei kam es wiederholt zu Konflikten.

## Kultur und Sehenswürdigkeiten
- Barocke Kirche der Jungfrau Mariä Heimsuchung, errichtet 1709–1712, wiedererrichtet 1796 anstelle eines abgebrannten Vorgängerbaus
- Pfarrhaus, errichtet 1767
- Kapelle der Hl. Anna und Kreuzweg auf dem Anenský vrch, errichtet 1775–1777
- Denkmal für die Gefallenen in den Kriegen von 1849, 1859 und 1866 sowie die 66 im Ersten Weltkrieg gefallenen Einwohner
- Gedenkstein für 19 Gefallene der 2. Polnischen Armee (Zweiter Weltkrieg)
- gezimmerte Blockhäuser
- Reste einer Kapelle und eines Kreuzweges aus dem Jahre 1914 auf dem Jáchym

## Verkehr
Durch den Ort führt die Staatsstraße 267 zwischen Dolní Poustevna und Severní, von ihr zweigt in Lobendava die 266 nach Rumburk ab. In der Gemeinde bestehen zwei touristische Grenzübergänge Lobendava / Langburkersdorf und Severní / Steinigtwolmsdorf.

## Persönlichkeiten
- Hieronymus Opitz der Ältere (1519–1591), lutherischer Theologe
- Karl Karafiat (1866–1929), Geistlicher, Denkmalpfleger und Heimatforscher, wirkte zwischen 1901 und 1908 als Pfarrer in Lobendava
- Anna Hirsch (1895–1942), Kommunistin und Widerstandskämpferin gegen das NS-Regime
- Josef Richter (1934–2016), deutscher Maler und Grafiker; in Lobendau geboren
- Werner Kirschner (1938–2019), Politiker (SPD), Mitglied des Niedersächsischen Landtags